# أزمة سحب السفراء من قطر 2014
أزمة سحب السفراء من قطر هي أزمة دبلوماسية حدثت في مارس 2014 و هي عبارة عن احتجاج سياسي من قبل المملكة العربية السعودية والإمارات العربية المتحدة ومملكة البحرين على سياسة دولة قطر من جهة أخرى، حيث قامت الدول المذكورة أولا ً بسحب سفرائها من العاصمة القطرية الدوحة، فيما فضلت دولة الكويت وسلطنة عمان لعب دور التهدئة و المصالحة بين الأطراف المتخاصمة.

## التفاصيل
سحبت كلًا من السعودية والبحرين والإمارات العربية المتحدة سفرائها لدى قطر بسبب ما وصفوه بعدم التزام الدوحة بمقررات تم التوافق عليها سابقًا بمجلس التعاون الخليجي، يعُتقد أن أبرزها هو الموقف القطري من عزل الرئيس السابق مرسي بعد احداث 30 يونيو اللذي يراه الاعلام المحسوب على قطر بأنه إنقلاب 3 يوليو في مصر ، ودعم دولة قطر لما اعتبروه الفوضى و عدم الاستقرار بالمنطقة و ما تراه قطر ثورات الربيع العربي وعلاقات حكومة قطر مع جماعة الإخوان المسلمين المحظورة و المتطرفة من وجهة النظر الإماراتية - السعودية و التعاطي الإعلامي لقناة الجزيرة مع بعض الأحداث اللذي تراه الدول المحتجة بأنه تحريض و إعلام موجهة، و الخلاف حول طريقة مكافحة الإرهاب و عدم بذل دولة قطر ما يكفي لمكافحته أو الإتهام بتمويله و اعطاء جماعات العنف منابر فضائية للتعبير عن افكارها و مساحة اعلامية لتبرير افعالها، و طبيعة العلاقات مع إيران.

## نهاية الأزمة
في نوفمبر 2014 أعلن عن عودة سفراء المملكة العربية السعودية والإمارات العربية المتحدة ومملكة البحرين إلى الدوحة بعد أعلنت حكومة دولة قطر عن التزامها ببعض ما جاء بالمقررات التي تم التوافق عليها سابقًا بمجلس التعاون الخليجي أو ما يطلق عليه إتفاق الرياض التكميلي وتم إغلاق قناة الجزيرة مباشر مصر و رحيل بعض قيادات جماعة الإخوان المسلمين من قطر إلى تركيا.